# Fidschianisch-portugiesische Beziehungen
Die fidschianisch-portugiesischen Beziehungen beschreiben das zwischenstaatliche Verhältnis von Fidschi und Portugal. Die Länder unterhalten seit 1977 direkte diplomatische Beziehungen.
Die beiden Länder haben nur wenig historische oder aktuelle Berührungspunkte und daher vergleichsweise schwach ausgeprägte Beziehungen. Der bilaterale Handel konzentriert sich weitgehend auf portugiesische Zuckerimporte von den Fidschi-Inseln.
Als Urlaubsziel sind die Inseln bei portugiesischen Touristen bekannt, es existieren direkte Flugverbindungen vom Flughafen Lissabon nach Nadi und Suva.
In Portugal waren im Jahr 2015 sieben Staatsbürger der Fidschis gemeldet, im Jahr 2005 waren auf den Fidschis keine Portugiesen registriert.
Ein Schuhhersteller in Portugal hat sich nach den Fidschi-Inseln benannt.

## Geschichte

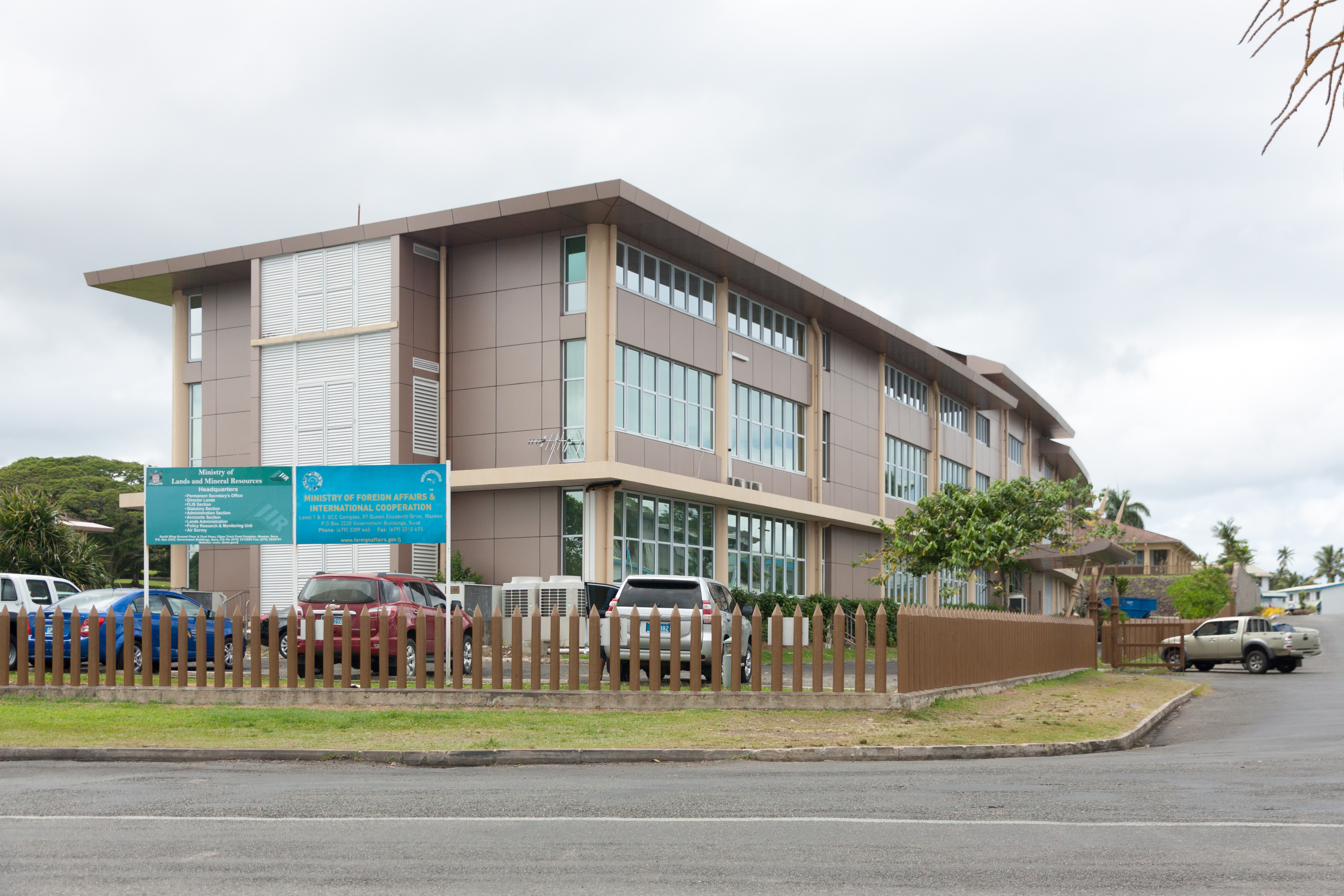
Das Außenministerium der Republik Fidschi, oberste Behörde für die Diplomatie des Landes

Der in Malakka geborene portugiesische Kartograf und Seefahrer Manuel Godinho de Erédia (1563–1623) beschäftigte sich intensiv mit der Region. Möglicherweise kamen er oder Cristóvão de Mendonça (1475–1630) auch an den Fidschinseln vorbei.
Nach der vollen Unabhängigkeit Fidschis 1970 und der portugiesischen Nelkenrevolution 1974 dauerte es noch einige Jahre, bis die beiden Länder offizialisierte direkte Kontakte aufnahmen.
Am 21. Februar 1977 richteten Fidschi und Portugal erstmals diplomatische Beziehungen ein. Seither ist der portugiesische Botschafter in Australiens Hauptstadt Canberra in Fidschi akkreditiert.

## Diplomatie
Portugal unterhält keine eigene Botschaft in Fidschi, das zum Amtsbezirk der portugiesischen Botschaft in Australien gehört.
Auch Fidschi unterhält keine Vertretung in Portugal, sondern ist dort über seinen Botschafter in Brüssel doppelakkreditiert.
Gegenseitige Konsulate bestehen ebenfalls nicht.

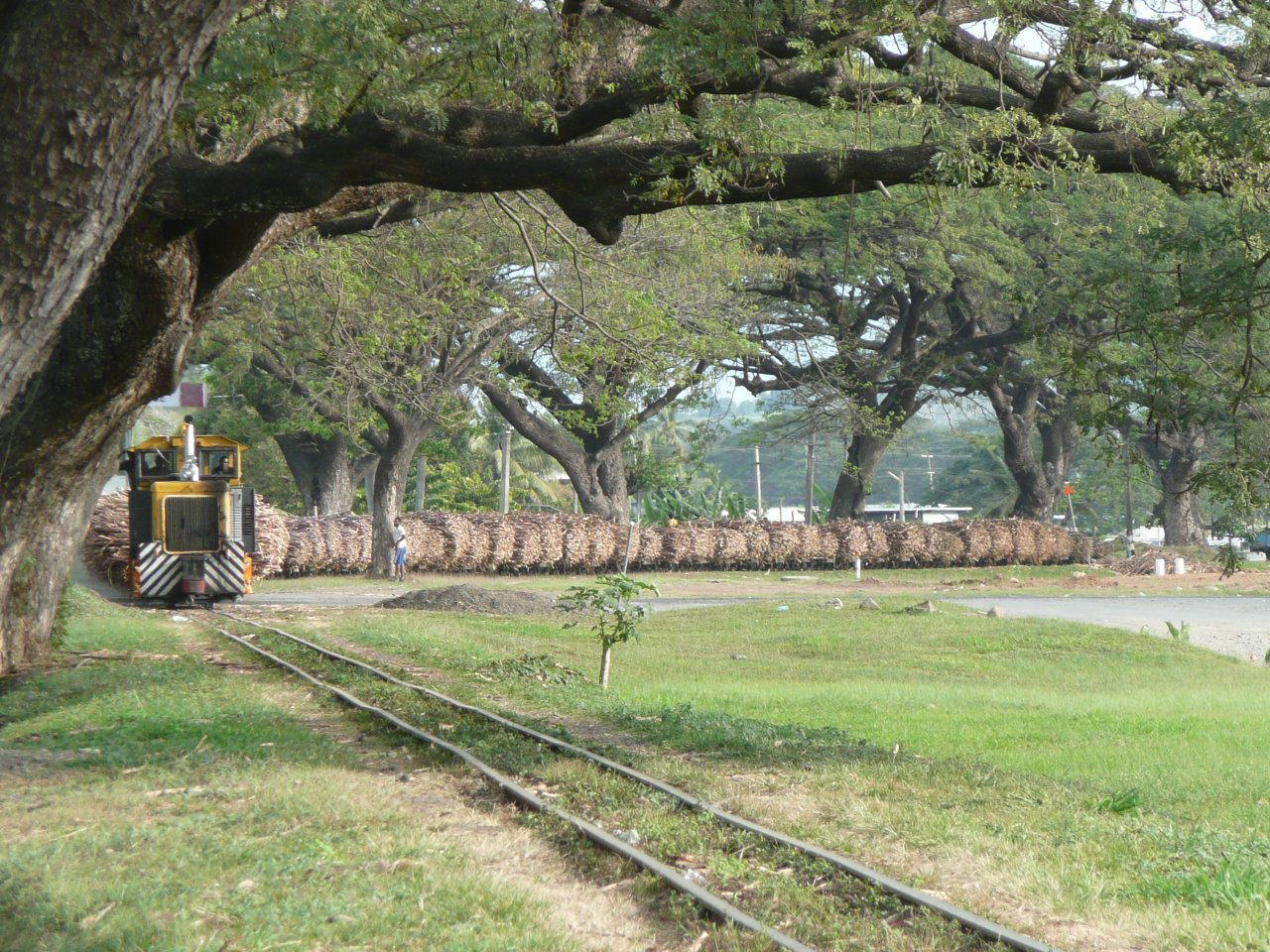
Güterzug zur Raffinerie von Lautoka: Zuckerrohr ist der Hauptexportartikel der Fidschis

## Wirtschaft
Der bilaterale Handel ist schwach ausgeprägt. Die portugiesische Außenhandelskammer AICEP hat in Fidschi keine Vertretung, zuständig ist das AICEP-Büro in der australischen Metropole Sydney.
Im Jahr 2015 lieferte Fidschi Waren im Wert von 14,35 Mio. Euro an Portugal (2014: 1.000 Euro; 2013: 18,928 Mio. Euro; 2012: 1.000 Euro; 2011: 73,0 Mio. Euro), ausschließlich Zucker aus Zuckerrohr.
Im gleichen Zeitraum exportierte Portugal Waren im Wert von 17.000 Euro nach Fidschi (2014: 21.000 Euro; 2013: 6.000 Euro; 2012: 22.000 Euro; 2011: 24.000 Euro), davon 75,5 % Textilien, 24,4 % Maschinen und Geräte und 0,1 % Erze und Minerale.
Im Jahr 2015 rangierte Portugal damit im fidschianischen Außenhandel an 14. Stelle unter den Abnehmern und an 51. Stelle unter den Lieferanten. Fidschi stand für den portugiesischen Außenhandel dabei an 184. Stelle als Abnehmer und an 84. Stelle als Lieferant.

## Sport

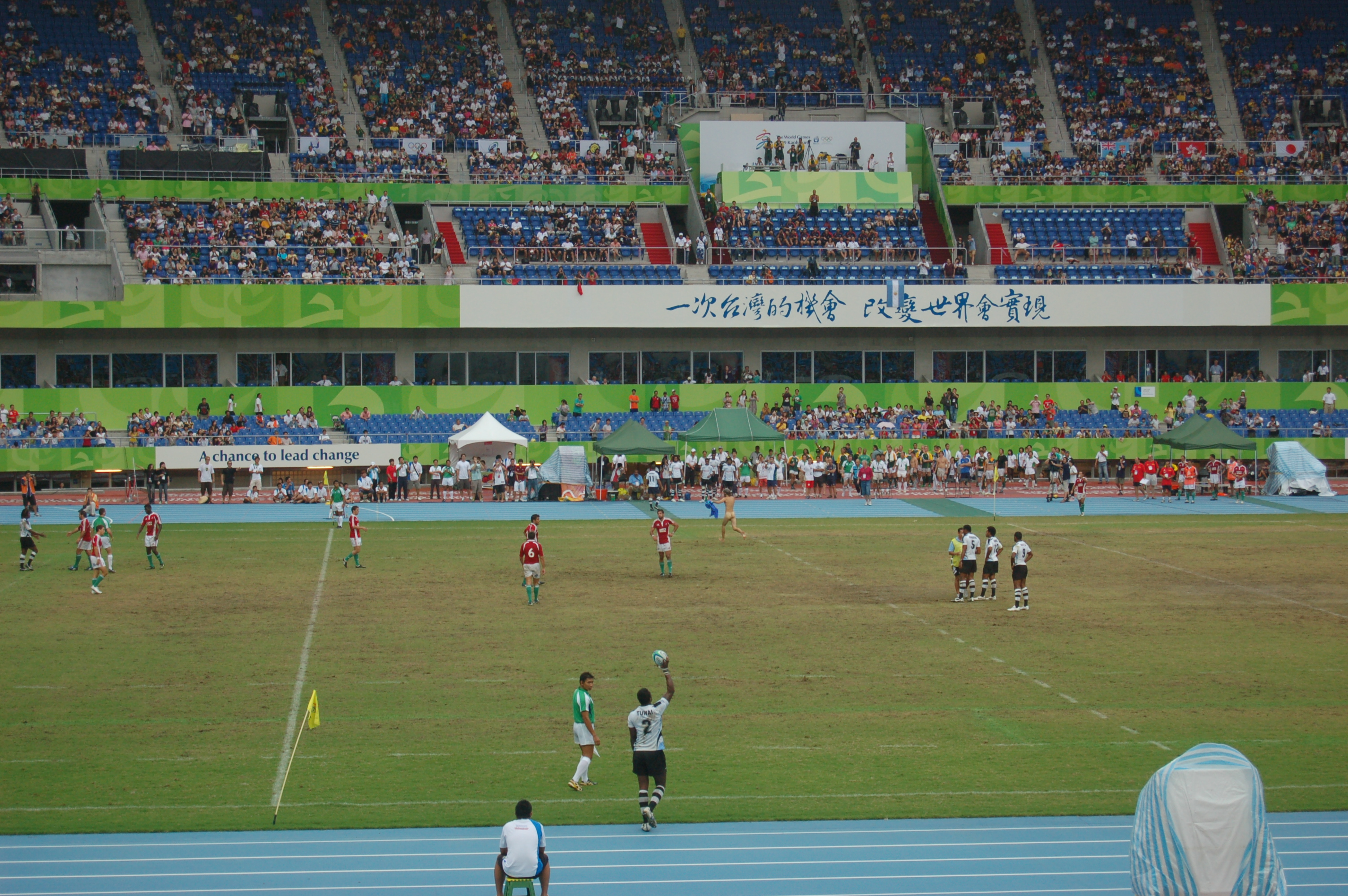
Endspiel im 7er-Rugby bei den World Games 2009: Gold für Fidschi, Silber für Portugal

### Rugby
Im Nationalsport der Fidschis, dem Rugby Union, sind die fidschianische Rugby-Union-Nationalmannschaft und die portugiesische Rugby-Union-Auswahl bisher zweimal aufeinander getroffen (Stand Dezember 2021). Beim Test Match in Portugal am 9. November 2013 siegte Fidschi mit 36:13.
In der Spielart des 7er-Rugby sind beide Teams bereits mehrmals aufeinander getroffen. Dabei unterlag Portugal den Fidschi-Inseln im Mai 2009 im Finale des Plate cups im Londoner Turnier der World Rugby Sevens Series (WRSS) und erneut während der WRSS-Tour in Südafrika 2011. Auch im Finale der Weltspiele 2009 in der taiwanischen Stadt Kaohsiung behielt Fidschi gegen Portugal die Oberhand.

### Andere Sportarten

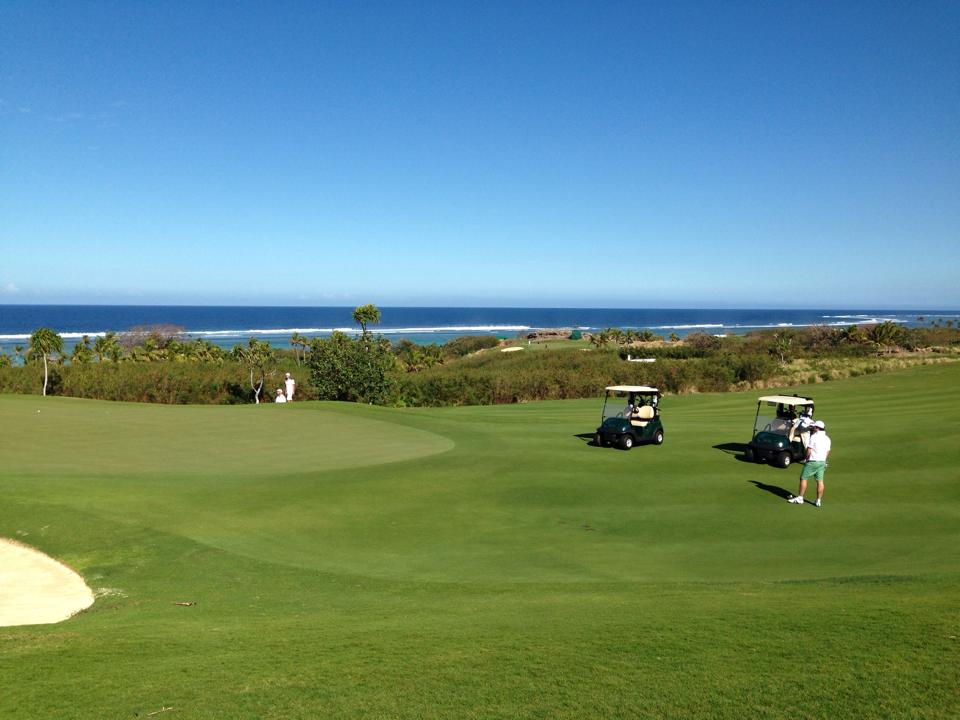
Beim Fiji International Golf-Turnier von Natadola, August 2014

Im portugiesischen Nationalsport Fußball haben die portugiesische Fußballnationalmannschaft und die Auswahl der Fidschis bisher noch nicht gegeneinander gespielt, ebenso wenig die portugiesische und die fidschianische Frauen-Nationalmannschaft (Stand Januar 2017).
Bei den Fiji International, dem wichtigsten Badminton-Turnier des Landes, gewann der Portugiese Marco Vasconcelos das Turnier 2007.
Sportler beider Länder trafen zudem im Rahmen internationaler Veranstaltungen zusammen, insbesondere als Surfer und Surf-Schiedsrichter bei Wettbewerben der World Surf League (WSL), im Rahmen von Golfturnieren, oder als Athleten bei den Olympischen Spielen.